# 프레디 킹
프레디 킹(영어: Freddie King, 1934년 9월 3일 ~ 1976년 12월 28일)은 미국의 블루스 기타리스트, 싱어송라이터였다. 그는 알버트 킹, B.B. 킹과 함께 혈연관계가 없는 "블루스 기타 3대 킹" 중 한 명으로 여겨진다. 소울풀하고 파워풀한 목소리와 독특한 기타 연주로 잘 알려진 킹은 일렉트릭 블루스 음악과 이후의 블루스 기타리스트들에게 큰 영향을 끼쳤다.
텍사스주 길머에서 태어난 킹은 여섯 살 때 기타를 알게 되었다. 그는 어머니와 삼촌에게 기타를 배우기 시작했다. 킹은 10대 때 시카고로 이사했고 그곳에서 기타리스트 지미 리 로빈슨과 드러머 프랭크 "소니" 스콧과 함께 첫 밴드 에브리 아워 블루스 보이즈를 결성했다. 그는 체스 레코드에서 번번이 거절당하면서 페드로 레코드에 계약했고 1961년 《빌보드》의 리듬 앤 블루스 차트 5위에 오른 싱글 〈Have You Ever Loved a Woman〉과 기악곡 〈Hide Away〉로 휴식을 취했다. 그것은 나중에 블루스 표준이 되었다. 킹은 텍사스 블루스와 시카고 블루스의 영향을 바탕으로 그의 기타 스타일을 만들었다. 음반 《Freddy King Sings》는 그의 노래 실력을 보여주며 음반 차트 히트곡인 〈You've Got to Love Her with a Feeling〉과 〈I'm Tore Down〉을 수록했다. 그는 후에 더 많은 리듬 앤 블루스와 록 지향적인 프로듀서들과 함께 하게 되었고 라이브 공연에서 다인종 백 밴드를 가진 최초의 블루스맨들 중 한 명이 되었다.

## 생애
프레디 킹은 1934년 9월 3일 미국 텍사스주 길머에서 태어났다. 어머니와 큰아버지가 음악인이라서 어려서부터 음악과 가깝게 지냈다.
처음엔 텍사스 블루스계를 주름잡던 라이트닝 홉킨스 풍의 어쿠스틱 블루스를 배웠는데, 16살에 시카고로 이사한 후 머디 워터스 등의 블루스를 듣고서 일렉트릭 기타를 잡기 시작했다.
여기저기 클럽에서 기타 연주를 하다가 오십년대 중반에 싱글판을 내면서 점차 이름이 알려지기 시작했고, 60년대에 들어 'Hide Away'가 빅히트하면서 성공의 대열에 들어섰다.
그 후 십여 년 동안 에릭 클랩튼이나 제프 벡 등을 비롯한 많은 기타리스트들과 교류하면서 최정상급 기타리스트의 자리에서 왕성한 활동을 했으나, 1976년 12월 28일에 심장병으로 세상을 떠나고 말았다.

## 음반 목록
- 1961년 Let's Hide Away and Dance Away with Freddy...
- 1962년 Bossa Nova & Blues
- 1962년 Boy Girl Boy
- 1963년 Freddie King Goes Surfin'
- 1963년 A Bonanza of Instrumentals
- 1965년 Gives You a Bonanza of Instrumentals
- 1966년 Vocals & Instrumentals: 24 Great Songs
- 1969년 Freddie King Is a Blues Master
- 1969년 The King of R&B, Vol. 2
- 1969년 Hide Away
- 1970년 My Feeling for the Blues
- 1972년 Texas Cannonball
- 1973년 Woman Across the River
- 1974년 Burglar
- 1975년 Larger Than Life
- 1976년 The Rest of Freddie King
- 1983년 Rockin' Blues Live
- 1985년 Takin' Care of Business
- 1988년 Live in Antibes, 1974
- 1992년 Live at the Texas Opry House
- 1994년 Let the Good Times Roll
- 1995년 Live at Liberty Hall
- 1995년 Palace of the King
- 1995년 Live in Germany
- 1995년 Mojo Blues
- 1995년 Key to the Highway
- 1996년 Original Blues Guitar
- 1996년 Live at the Electric Ballroom, 1974
- 1996년 Getting Ready

## 관련 시그네춰 제품
프레디 킹은 주로 깁슨 ES-335이나 깁슨 ES-345 등을 펜더 쿼드 리버브 앰프에 접속해 사용했다.
특히 깁슨 ES-355는 그의 주악기였으며, 1, 2, 3 번선은 어니볼의 기타줄을 세팅했고, 4, 5, 6 번선은 깁슨의 미디움 게이지를 사용했다.
프레디 킹의 "나는 루이스 조던이 나팔 부는 것처럼 기타를 소리내려고 한다."라는 말로 그의 기타톤을 짐작해볼 수 있는데, 초기에 로버트 주니어 록우드에게서 배운 그의 엄지손가락의 피킹 주법은 섬피크 (엄지 피크)와 검지 손가락의 핑거 피킹으로 유명한 에디 테일러 등에게도 많은 영향을 주었다.
특히 끈적기타 문파의 지존인 에릭 클랩튼은 프레디 킹으로부터의 영향을 공공연히 천명하는 바이고, 그의 〈I'm Tore Down〉을 리메이크하여 취입한바 있다.